# Jules Munshin

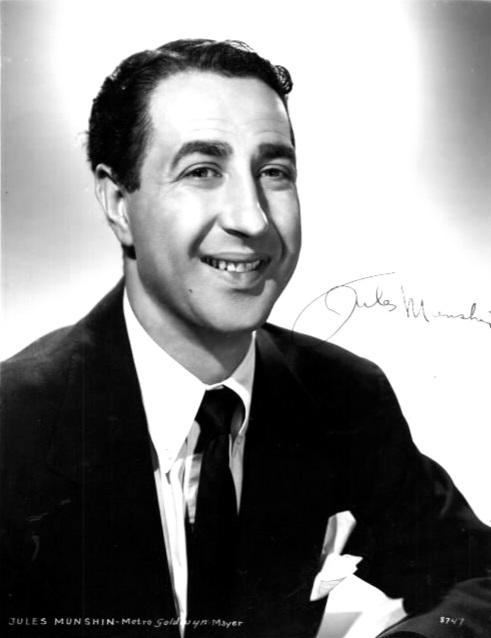
Jules Munshin

Jules Munshin (* 22. Februar 1915 in New York City, New York; † 19. Februar 1970 ebenda) war ein US-amerikanischer Schauspieler und Sänger.

## Leben und Karriere
Munshin begann seine Laufbahn in der Unterhaltungsbranche während der 1930er Jahre als Entertainer in Hotelresorts in den Catskill Mountains. Es folgten Auftritte in Vaudeville-Shows sowie ein Engagement als Sänger in der Bigband von George Olsen. Ab 1942 diente er im Zweiten Weltkrieg bei der United States Army bei der Truppenunterhaltung. Einem breiteren Publikum wurde Munshin erstmals 1946 durch die Broadway-Musikrevue Call Me Mister bekannt. Bald darauf wurde auch Metro-Goldwyn-Mayer auf ihn aufmerksam und verpflichtete ihn in Hollywood.
Sein Filmdebüt gab er 1948 in Osterspaziergang an der Seite von Fred Astaire und Judy Garland, wo er eine Nebenrolle als Maître d’hôtel hatte. Seine wohl nachhaltig bekannteste Rolle spielte er im Folgejahr in dem Musical Heut’ gehn wir bummeln als Matrose Ozzie, der gemeinsam mit seinen zwei Freunden (gespielt von Gene Kelly und Frank Sinatra) 24 Stunden an Land in New York verbringen darf. Das von den drei Schauspielern im Film vorgetragene Lied New York, New York wurde vom American Film Institute in ihre Liste AFI’s 100 Years … 100 Songs aufgenommen. Ebenfalls 1949 war er an der Seite von Kelly und Sinatra in Spiel zu dritt, einem weiteren Musicalfilm, zu sehen, in dem auch Esther Williams und Betty Garrett auftraten. 
Der hochgewachsene Schauspieler mit markanten Gesichtszügen blieb beim Film hauptsächlich auf komödiantische Nebenrollen beschränkt. Eine seltene Chance zu einer Film-Hauptrolle hatte er in der britischen Komödie Monte Carlo Baby (1951), wo an der Seite die damals noch weitgehend unbekannte Audrey Hepburn spielte. In den 1950er-Jahren verlegte er sein Hauptarbeitsfeld wieder zurück zum Theater und stand den Rest seines Lebens nur in unregelmäßigen Abständen vor Film- und Fernsehkameras.  Sein wahrscheinlich bekanntester später Filmauftritt erfolgte 1957 in Seidenstrümpfe. In New York spielte er vor allem in Komödien- und Musicalproduktionen, darunter The Gay Life mit Musik von Arthur Schwartz, Neil Simons Bühnenhit Barfuß im Park, der Musicalklassiker Oklahoma! oder die Revue Show Girl mit Carol Channing.
Munshin starb drei Tage vor seinem 55. Geburtstag an einem Herzinfarkt, nachdem ihm bei einem Auftritt in dem Stück Duet for Solo Voice übel geworden war. Er wurde von seiner Ehefrau Bonnie, seinen Eltern und zwei Söhnen überlebt.

## Filmografie (Auswahl)
- 1948: Osterspaziergang (Easter Parade)
- 1949: Spiel zu dritt (Take Me Out to the Ball Game)
- 1949: Kuß um Mitternacht (That Midnight Kiss)
- 1949: Heut’ gehn wir bummeln (On the Town)
- 1951: Monte Carlo Baby
- 1957: 10.000 Schlafzimmer (Ten Thousand Bedrooms)
- 1957: Seidenstrümpfe (Silk Stockings)
- 1962–1964: The Red Skelton Show (Fernsehserie, vier Folgen)
- 1964: Monsieur Cognac (Wild and Wonderful)
- 1967: Schmeißt die Affen raus (Monkeys, Go Home!)
- 1968: Kiss Me Kate (Fernsehfilm)
- 1969: Süß, aber ein bißchen verrückt (That Girl; Fernsehserie, zwei Folgen)
- 1976: Mastermind [posthum, bereits 1969 abgedreht]